# 6251 Setsuko
A 6251 Setsuko (ideiglenes jelöléssel 1992 DB) a Naprendszer kisbolygóövében található aszteroida. Makio Akiyama és Toshimasa Furuta fedezte fel 1992. február 25-én.